# Зайцев, Николай Георгиевич
Николай Георгиевич Зайцев (1931—1995) — советский учёный-программист, разработчик автоматизированных систем обработки информации, доктор технических наук, профессор.

## Биография
После окончания в 1956 году Ленинградского политехнического института, учился в аспирантуре Карельского филиала АН СССР.
В 1959—1963 годах — создатель и руководитель Отделения энергетики и автоматики Карельского филиала АН СССР. В 1960 году защитил кандидатскую диссертацию.
В 1964—1992 годах — старший научный сотрудник, заведующий отделом Института кибернетики АН Украинской ССР. В 1976 году защитил докторскую диссертацию на тему «Исследование и разработка принципов информационного обеспечения в автоматизированных системах переработки информации и управления». Лауреат I-ой премии Всесоюзного конкурса «Информатизация СССР» в 1991 году.
В 1993—1995 годах — профессор кафедры физики твёрдого тела Петрозаводского государственного университета.
Известен как разработчик «Концепции информатизации современного общества» (1989), а также автоматизированных систем управления для предприятий оборонной промышленности СССР.

## Научные труды
Автор 11 опубликованных монографий.
- Математическое обеспечение автоматизированных систем управления. — М., «Знание», 1974 — 60 с.
- Информационное и математическое обеспечение АСУП. — Киев, 1974—143 с.
- Принципы информационного обеспечения в системах переработки информации и управления. — Киев, 1976
- Общесистемное математическое обеспечение ЭВМ третьего поколения для обработки данных. — М., 1980
- Технология обработки данных в языковой форме. — Киев, 1989

и другие.